# ハローグッバイ (藍坊主の曲)
「ハローグッバイ」は、日本のバンド藍坊主のメジャー4枚目のシングルである。2006年10月18日発売。発売元はトイズファクトリー。

## 概要
- CD-EXTRA仕様で「ハローグッバイ」のPVを収録。
- 初回限定盤にはステッカーシート付き。
- 現時点で、藍坊主のシングルの中で最高売上を記録している。

## 収録曲
1. ハローグッバイ(4:36)
作詞：佐々木健太、作曲：藤森真一
2. 羽化の月(3:22)
作詞・作曲：佐々木健太
歌詞に出てくる「シェロ」とは雲のことである。
アルバム『フォレストーン』『the very best of aobozu』では「FORESTONE Ver.」として収録。

## 収録アルバム

### ハローグッバイ
- オリジナル『フォレストーン』（2008年4月2日）

### 羽化の月
- アルバムバージョン『フォレストーン』（2008年4月2日）